# Arteríola

As arteríolas são vasos sanguíneos de dimensão pequena que resultam de ramificações das artérias. Através das arteríolas o sangue é libertado para os capilares. Regulam principalmente a resistência ao fluxo sanguíneo, e, portanto, a pressão sanguínea periférica. O músculo liso está reduzido a uma camada descontínua (a exceção do esfincter pré-capilar), que se irradia progressivamente. Embora as arteríolas possam ser um pouco mais amplas que os capilares nos quais se abrem, distinguem-se destes pela retenção de um certo montante de músculo na parede. Os esfíncteres pré-capilares, ao redor da transição entre as arteríolas e capilares, constituem um mecanismo para determinar o quanto de perfusão que teremos a cada momento no leito capilar. Isto decorre do fato de que as arteríolas finais (metarteríolas) e os esfíncteres pré-capilares constantemente se contraem e relaxam, de forma cíclica, variando então o fluxo médio capilar. O nome deste fenômeno é vasomotricidade. A vasomotricidade é regulada pelo próprio tecido perfundido pelos capilares, através da demanda de oxigênio deste tecido e do acúmulo de metabólitos vasodilatadores (adenosina principalmente) decorrentes da atividade metabólica dos mesmos.
[[bs:Arteriola]compenente que ajuda no transporte do sangue]